# Thopeutis
Thopeutis é um gênero de mariposa pertencente à família Crambidae.